# Gustina struje
U elektromagnetizmu i srodnim poljima, kao što su fizika čvrstog stanja, fizika kondenzovane materije etc., gustina struje je električna struja po jedinici površine poprečne sekcije. Ona se definiše kao vektor čija magnituda je električna struja po jedinici površine poprečnog preseka. U SI jedinicama, gustina električne struje se izražava u amperima po kvadratnom metru. Ona se obeležava sa J:
Iz prethodne formule može se izvesti sledeći obrazac:
J = I / r2π (kroz kružni poprečni presek)
Ovaj parametar je veoma značajan kod postavljanja i projektovanja električnih instalacija. Gustina struje obično je data standardom. Tako na primer:
- 1,5 2 - su bakreni provodnici koji se koriste za manje struje kod električnih instalacija, uglavnom za rasvjetu. Maksimalna struja koja se može propustiti kroz ovaj provodnik je 20 A.
- 2,5 2 - (Cu) koriste se takođe u kućnim instalacijama. Uglavnom za utičnice. Maksimalna struja koja se može propustiti kroz ovaj provodnik je 25 A. Kod aluminijumskih provodnika struja je do 20 A.
- 4,0 2 - Cu 35 A, a Al do 25 A.

Kod transformatora situacija je nešto drugačija gustina struje je konstantna i iznosi J=2.5 A/mm2.